# 현종 (조선)
현종(顯宗, 1641년 3월 14일(음력 2월 4일) ~ 1674년 9월 17일(음력 8월 18일))은 조선의 제18대 국왕(재위: 1659년 6월 28일(음력 5월 9일) ~ 1674년 9월 17일(음력 8월 18일))이다.

## 개요
성은 이(李), 휘는 연(棩), 초명은 원(遠)이다. 효종과 인선왕후의 아들로, 왕비는 청풍부원군 김우명의 딸 명성왕후(明聖王后)이다. 조선의 역대 국왕 중 유일하게 외국(청나라)에서 태어났으며, 최초로 왕비 외에 후궁을 한명도 두지 않은 왕이기도 하다.

## 생애

### 탄생과 즉위
1641년(인조 19년) 2월 4일, 청나라 심양의 질관(質館)에서, 당시 인질 생활 중이던 아버지 봉림대군(효종)과 어머니 풍안부부인 장씨(인선왕후) 사이에서 태어났다. 현종은 태어나면서부터 기질이 특이하였고 용모가 장대하였다.
1645년(인조 23년), 아버지 봉림대군이 소현세자의 뒤를 이어 왕세자에 책봉되자 원손(元孫)이 되었다.
1649년(인조 27년) 2월 18일, 왕세손에 봉해졌는데, 왕세손의 책봉은 단종 이후 200년만의 일이었다. 같은해 5월 13일 효종이 즉위하면서 왕세자에 책봉되었다.
1651년(효종 2년) 11월, 청풍부원군 김우명의 딸과 혼인하였다. 1659년(효종 10년) 5월, 효종이 승하하자 창덕궁 인정문에서 즉위하였다.

### 예송논쟁
현종 시대에는 상복 문제를 두고 서인과 남인 사이에 두 차례의 예송(禮訟)이 일어났는데, 국왕의 정통성과도 관련된 문제인 만큼 정쟁이 심화되었다.

#### 1차 예송 (기해예송)
1659년(현종 원년), 효종이 승하하자 효종의 계모인 자의대비(장렬왕후)의 복제문제를 두고 서인과 남인은 계모가 아들의 상중에 상복을 얼마 동안 입어야 하는지를 두고 서로 다른 의견을 내세우며 충돌하였다. 남인의 3년상과, 서인의 1년상이 대립하였는데, 인조의 장자인 소현세자가 죽었을 때, 자의대비가 장자를 대상으로 하는 3년상의 상복을 입었기 때문에 서인의 1년상이 채택되었다.

#### 2차 예송 (갑인예송)
1674년(현종 15년), 효종 비 인선왕후가 죽자 자의대비가 며느리의 상중에 상복을 얼마 동안 입을 것인가를 두고 다시 논쟁이 일어났다. 서인은 기년복(1년복)으로 정했다가 대공복(9개월 복)으로 수정하였는데, 남인이 대공복의 부당성을 지적하면서 기년복(1년복)을 주장하였다. 이때 현종은 서인의 주장을 물리치고 남인의 기년복을 채택하여 서인 정권이 무너지고 남인이 실권을 장악하였다.
현종은 이후 두번 다시 예송과 관련한 논쟁을 벌일 시에 좌시하지 않겠다고 경고하였고, 숙종이 경신환국을 일으키기 전까지 6년간 남인이 권력을 독점하였다.             

### 제도 정비
현종은 재위기간중 양란을 겪으면서 흔들렸던 조선의 지배질서의 확립을 위해 노력했다. 효종이 추진해오던 명분론적 북벌론은 중단했으나 군비강화에 힘써 1665년(현종 6년) 통제영(統制營)에서 불랑기(佛狼機) 50정, 정찰자포 200문을 만들어 강화도에 배치했으며, 1669년(현종 10년)에는 어영병제(御營兵制)에 의한 훈련별대(訓練別隊)를 창설했다.
재정구조의 재건을 위해서는 호구수의 증가와 농업의 발전, 조세징수체계의 확립에 노력했다. 우선 호구의 증가를 위해 1660년 양민의 삭발과 입승(入僧)을 금했으며, 이듬해 도성 내의 자수(慈壽)·인수(仁壽)의 두 사찰을 폐지하고 어린 승려는 환속하게 했다.
1670년(현종 11년) 산간지방의 유민을 단속하여 호적에 편성하고, 1672년(현종 13년) 국경지대의 범월인(犯越人)을 처벌하는 법을 정했으며, 호구 장악을 위해 오가작통사목(五家作統事目)을 제정했다.
농업의 발전을 위해 1662년 전주·익산 등지에 관개시설을 만들어 수리면적을 늘렸고, 이듬해에는 양관(量官)을 각 도에 보내 관개시설을 점검하게 했다. 아울러 조세체계의 정비를 위해 1660년 호남의 산군(山郡)에 대동법을 실시하고, 1663년에는 호남대동청을 설치했으며, 1662년 경기도에 균전사를 임명하여 양전을 실시했다.
1669년에는 조운선의 파선사고를 막기 위해 충청도 안흥에 남창(南倉)과 북창(北倉)을 설치하고 이 구간은 육로로 운반하게 했다. 1660년 재정부족을 메우기 위해 영직첩(影職帖)과 공명첩을 대량으로 발급했는데, 이것은 이후 정부의 재정보충책으로 보편화되어 신분제의 해체에 크게 기여하게 된다. 1669년에는 양인확보책의 일환으로 공사천인(公私賤人)으로서 양처(良妻)의 소생은 모역(母役)을 따르게 하여 합법적으로 양인이 될 수 있는 길을 열었다.
그밖에 1660년 강화도의 정족산성(鼎足山城)에 새로이 사고(史庫)를 마련해 1665년에 등서(謄)한 역대 실록을 보관하게 했으며, 1668년 교서관(校書館)에서 활자를 주조하게 하여 1672년 대자(大字) 6만 6,000여 자, 소자(小字) 4만 6,000여 자에 이르는 동활자(銅活字)의 주조를 완성했다.
1669년에는 송시열의 건의를 받아들여 성이 같으면 본관이 다르더라도 혼인을 못하게 했으며, 문묘 안에 계성묘(啓聖廟)를 세웠다.

### 대청외교
병자호란 이후 관념적으로 북벌론을 주창하였지만, 현종 시기 청나라는 자국내의 명나라의 잔존세력을 완전히 제거하지 못한 상태였으므로, 조선은 국방에 있어서 청나라의 간섭으로부터 자유롭지 못했다. 청나라는 조선에 칙사를 파견하여 군비 확충과 무기나 화약의 제조, 축성등을 감시하였고 삼전도비가 제대로 있는지 확인하였다.

#### 안추원 사건
안추원(安秋元)은 경기 풍덕(개풍군) 사람인데, 병자호란 당시 12살의 나이로 강화에서 몽고인에게 붙잡혀 청나라로 끌려가 한인에게 넘겨져 노비생활을 하였다. 이후 주인이 죽자, 고국이 그리워진 안추원은 한차례 실패 끝에 1664년(현종 5년), 30여년만에 심양에서 도망하여 조선에 들어온다. 당시 청나라는 백성들이 국경을 넘나드는 행위를 강력하게 처벌하였는데, 현종은 안추원의 입국을 보고 받고 고향에 돌아가 살게하였다. 고향으로 돌아온 안추원은 부모 형제가 이미 모두 죽고 살아갈 길이 막막하자 다시 청나라에 입국하였다가 적발되었는데 심양에서 북경에 보고하자, 조선과 청나라와의 외교문제로 비화되었다.
1666년(현종 7년), 청나라는 조선 정부에게 청나라 백성이 조선에 밀입국하였음에도 청나라에 보고하지 않은 일과, 조선이 유황을 보유하고 있는 사실을 문제삼아 칙사를 파견하여 실상을 조사하였다. 칙사는 현종에게 죄를 따져 물으며 제대로 보고하지 않고 일을 소홀히 처리한 대신의 처형을 요구하였으나, 현종은 북쪽을 향해 땅을 치며 모든 죄는 본인에게 있으니 대신들의 사형을 면해줄 것을 요구하였고, 결국 청나라에 벌금을 내는 것으로 사건이 마무리 되었다.

## 최후

### 최후 및 능묘

현종과 명성왕후가 묻힌 숭릉

1674년(현종 15년) 8월 7일, 현종은 재신들을 인견하려 하다가 몸을 가누지 못하였고, 8월 8일에는 온몸이 불덩이처럼 달아올라 고열에 시달려 무척 괴로워하였다.
8월 15일, 증세가 위중해지자 종묘사직과 산천에 기도를 올리고 대왕대비(장렬왕후) 조씨가 하교하여 현종의 거처를 옮기게 하였다.
8월 18일, 창덕궁 재려에서 34세를 일기로 승하하였다. 어머니 인선왕후가 사망한지 불과 반년 밖에 되지 않은 상태로, 국상 중에 몸이 많이 쇠약해져 있었다.
능은 경기도 구리시 동구릉에 있는 숭릉(崇陵)이다.

### 묘호 및 시호
묘호는 현종(顯宗)이며, 현(顯)의 의미는 '행실이 중외(中外)에 나타난 것'을 의미한다. 시호는 순문숙무경인창효대왕(純文肅武敬仁彰孝大王)으로 이후 소휴연경돈덕수성(昭休衍慶敦德綏成)의 존호가 더해졌다.

## 가족 관계
|                  |                   | 출생                                           | 사망                                                          |
| ---------------- | ----------------- | ---------------------------------------------- | ------------------------------------------------------------- |
| 조선 제18대 국왕 | 현종대왕 顯宗大王 | 1641년 3월 4일 (음력 2월 4일) 청나라 심양 심관 | 1674년 9월 7일 (음력 8월 18일) (33세) 조선 한성부 창덕궁 재려 |

|    |                                                   | 본관 | 생몰년          | 부모                                                           | 비고        |
| -- | ------------------------------------------------- | ---- | --------------- | -------------------------------------------------------------- | ----------- |
| 부 | 효종대왕 孝宗大王                                 | 전주 | 1619년 - 1659년 | 인조대왕 仁祖大王 인열왕후 한씨 仁烈王后 韓氏                  | 제17대 국왕 |
| 모 | 인선왕후 장씨 仁宣王后 張氏 효숙왕대비 孝肅王大妃 | 덕수 | 1619년 - 1674년 | 신풍부원군장유 新豊府院君 張維 영가부부인 김씨 永嘉府夫人 金氏 |             |

|      | 시호                                              | 본관 | 생몰년          | 부모                                                                | 비고 |
| ---- | ------------------------------------------------- | ---- | --------------- | ------------------------------------------------------------------- | ---- |
| 왕비 | 명성왕후 김씨 明聖王后 金氏 현열왕대비 顯烈王大妃 | 청풍 | 1642년 - 1684년 | 청풍부원군 김우명 淸風府院君 金佑明 덕은부부인 송씨 德恩府夫人 宋氏 |      |

|   |                   | 이름  | 생몰년          | 생모          | 배우자                                                                              | 비고        |
| - | ----------------- | ----- | --------------- | ------------- | ----------------------------------------------------------------------------------- | ----------- |
| 1 | 숙종대왕 肅宗大王 | 순 焞 | 1661년 - 1720년 | 명성왕후 김씨 | 인경왕후 김씨 仁敬王后 金氏 인현왕후 민씨 仁顯王后 閔氏 인원왕후 김씨 仁元王后 金氏 | 제19대 국왕 |

| 작호 | 작호              | 이름      | 생몰년          | 생모          | 배우자                      | 비고 |
| ---- | ----------------- | --------- | --------------- | ------------- | --------------------------- | ---- |
| 1    | ▨▨공주 ▨▨公主     |           | 1658년 - 1658년 | 명성왕후 김씨 |                             |      |
| 2    | 명선공주 明善公主 |           | 1659년 - 1673년 | 명성왕후 김씨 | 미혼                        |      |
| 3    | 명혜공주 明惠公主 |           | 1662년 - 1673년 | 명성왕후 김씨 | 미혼                        |      |
| 4    | 명안공주 明安公主 | 온희 溫姬 | 1665년 - 1687년 | 명성왕후 김씨 | 해창위 오태주 海昌尉 吳泰周 |      |

## 현종이 등장하는 작품

### 드라마
- 《장희빈》 (KBS2, 2002년~2003년, 배우:박영태)
- 《마의》 (MBC, 2012년~2013년, 배우:한상진)
- 《장옥정, 사랑에 살다》 (SBS, 2013년, 배우:전인택)

## 같이 보기
- 예송논쟁
- 남인
- 명성왕후
- 장렬왕후
- 인선왕후
- 경신대기근
- 송시열
- 송준길
- 윤증
- 정태화
- 홍명하
- 허적
- 청양 장곡사 미륵불괘불탱 (국보 제300호)
- 숙명신한첩 - 보물 제1947호